# Кдумим
Кдуми́м (ивр. קְדוּמִים‎) — местный совет и израильское поселение на Самарийских холмах на Западном берегу реки Иордан. 

## История
Кдумим был основан во время Хануки в 1975 году участниками религиозно-политического поселенческого движения Гуш Эмуним. С 1992 года поселение имеет статус местного совета. Глава местного совета поселения — Хананэль Дорани.

## Население
По данным Центрального статистического бюро Израиля, население на начало 2020 года составляло 4 544 человека.